# چاک (مجموعه تلویزیونی)
چاک (به انگلیسی: Chuck) یک مجموعهٔ تلویزیونی آمریکایی در سبک کمدی-اکشن اثر جاش شوارتز و کریس فداک است از ۲۴ سپتامبر ۲۰۰۷ تا ۲۷ ژانویه ۲۰۱۲ بر روی شبکه ان‌بی‌سی پخش میشد.

## داستان
داستان سریال در مورد یک تعمیرکار معمولی کامپیوتر به نام چاک بارتوفسکی (زکری لی‌وای) است که ایمیلی رمزگذاری شده از هم اتاقی سابق خود در دوران دانشگاه ، برایس لارکین (مت بامر) که اکنون کارمند سازمان سیا است دریافت می‌کند.

این ایمیل که دارای بسیاری از اطلاعات محرمانهٔ دولت آمریکا است به‌گونه‌ای طراحی شده که در ذهن چاک ثبت می‌شود و بعد به‌طور خودکار از بین می‌رود و نسخهٔ دیگری هم از آن موجود نمی‌باشد.

به همین دلیل دولت مجبور به استفاده از چاک در بسیاری از عملیات‌های ویژه و محرمانهٔ خود می‌شود و او در این مسیر با یک مأمور فدرال آمریکا به نام جان کیسی در نقش (آدام بالدوین) و یک مأمور سازمان سیا به نام سارا واکر (ایوان استراهوفسکی) همکاری می‌کند.